# Ben Hur (1925)
Ben Hur, eine Verfilmung des gleichnamigen Romans von Lewis Wallace, ist ein US-amerikanischer Monumentalfilm von Fred Niblo aus dem Jahr 1925. Bei seiner Entstehung war er der bis dahin teuerste Film. Einige Szenen wurden mit Farbfilm – im Zwei-Farben-Technicolor-Verfahren – gedreht. Nach drei Jahren Produktion hatte Ben Hur am 30. Dezember 1925 im George M. Cohan Theatre in New York Premiere. Der Film entwickelte sich zum größten Kassenschlager des Jahres 1925 und gilt heute als Klassiker des amerikanischen Stummfilms.

## Handlung

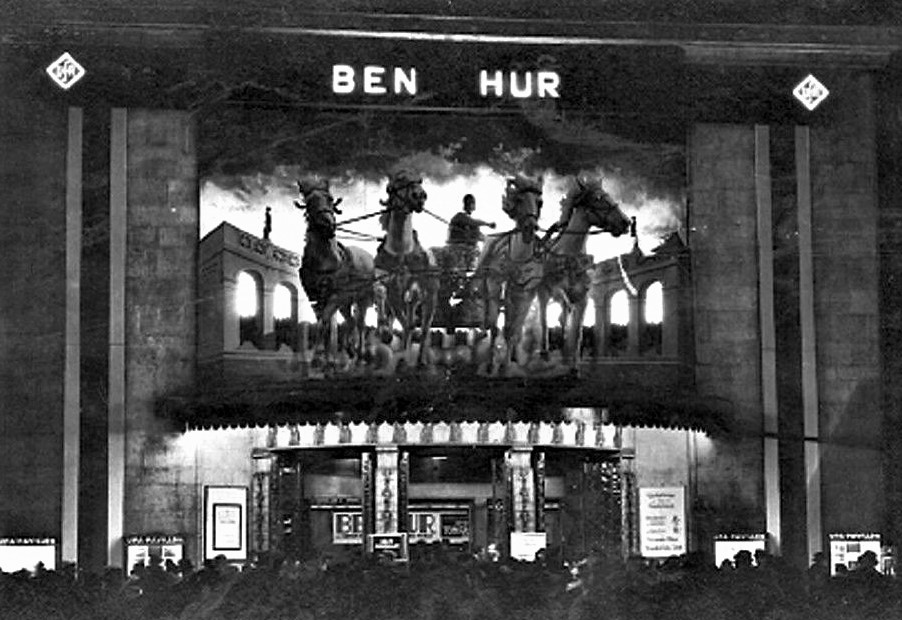
Ankündigung am Kino UFA-Pavillon am Nollendorfplatz, 1926

Der Film schildert das Leben des fiktiven jüdischen Prinzen Judah Ben Hur, der zu Beginn des 1. Jahrhunderts n. Chr. als Zeitgenosse Jesu Christi im von den Römern besetzten Jerusalem lebt. Über Jahre hinweg erwarten die Menschen ihren Erlöser.
Als der neue Statthalter Valerius Gratus in Jerusalem erwartet wird, fürchtet Judahs Familie wie viele andere um ihr Vermögen. Simonides, der Verwalter des Familienvermögens, und seine Tochter Esther brechen nach Antiochia auf, um es in Sicherheit zu bringen.
Eines Tages trifft Judah Ben Hur seinen Freund Messala wieder, einen römischen Offizier, der ihn vor seinen römischen Freunden verleugnet, unter vier Augen aber herzlich begrüßt. Nicht nur Judah, auch seine Mutter Miriam und seine Schwester Tirzah heißen ihn in ihrem Haus willkommen. Die Freundschaft der beiden Männer wird jedoch getrübt, als Messala deutlich macht, dass er die Römer als Gebieter über das jüdische Volk ansieht, womit er bei Judah Unverständnis erntet.
Kurz darauf findet die Begrüßungsparade zu Ehren des neuen Statthalters Gratus statt. Ben Hur, Miriam und Tirzah schauen vom Dach ihres Hauses aus zu, als sich ein lockerer Ziegel vom Dach löst und Gratus trifft. Die römischen Soldaten stürmen das Haus und nehmen Judah, Tirzah und Miriam fest; die Unschuldsbeteuerungen der Familie Hur finden kein Gehör. Bevor Judah zu den Galeeren geschickt wird, schwört er Rache.
Beim Marsch durch die Wüste macht der Trupp Rast in einem kleinen Dorf; der Durst der Soldaten und der anderen Verurteilten wird gelöscht, nur Judah wird das Wasser verweigert. Erst ein Zimmermann aus dem Dorf löscht Judahs Durst.
Nach drei Jahren Ruderdienst auf römischen Galeeren macht Judah die Bekanntschaft von Quintus Arrius, dem neuen Befehlshaber der Flotte. Dieser ist von Judahs von Rachsucht getriebenem Überlebenswillen beeindruckt. Als ein Überfall durch Piraten droht und die Rudersklaven angekettet werden, wird Judah auf Arrius’ Befehl hin vor der Fessel verschont. Die römische Flotte gewinnt die Schlacht; Judah rettet Arrius vor dem Tod. Aus Dankbarkeit erklärt Arrius Judah zu seinem Adoptivsohn.
Doch Judah wird von der Ungewissheit über das Schicksal seiner Mutter Miriam und seiner Schwester Tirzah geplagt. Als er von der Existenz eines Mannes namens Simonides in Antiochia erfährt, bittet er Arrius, nach Antiochia aufbrechen zu dürfen. Dort teilt Simonides ihm mit, dass Tirzah und Miriam tot sein müssen, da er sie auch nach jahrelanger Suche nicht finden konnte. Sie sind jedoch nicht tot, sondern vegetieren, an Lepra erkrankt, im Kerker dahin.
Der arabische Scheich Ilderim, der für die Zucht und Ausbildung von Rennpferden bekannt ist, bittet Judah inständig, beim Rennen, das am nächsten Tag stattfinden soll, seine Pferde zu lenken. Als Judah erfährt, dass auch Messala bei dem Rennen antritt, willigt er sofort ein. Aus dem Rennen, das auch von Simonides und seiner Tochter Esther verfolgt wird, geht schließlich Judah als Sieger hervor; Messala erleidet mit seinem Streitwagen einen Unfall und stirbt.
Der Sieg über Messala kann nicht Judahs Trauer um seine Mutter und seine Schwester mildern. Doch schöpft er Hoffnung, als er hört, dass der versprochene Erlöser zu einem Mann herangewachsen ist. Sofort will er Truppen für ihn zusammenstellen. Esther trifft vor seinem Haus auf Tirzah und Miriam, die sie eindringlich bitten, Judah nichts von ihrer Krankheit zu erzählen. Als Esther aber von Jesu Wundern hört, will sie Miriam und Tirzah zu Jesus bringen, der jedoch, inzwischen verurteilt, auf dem Weg nach Golgotha ist. Mutter und Schwester werden von der Lepra geheilt; Judah selbst wird von Jesus zum Frieden bekehrt.

## Hintergründe
- Metro-Goldwyn-Mayer versicherte sich für die Filmproduktion der Zustimmung der Theaterproduzenten Abraham L. Erlanger, Charles B. Dillingham und Florenz Ziegfeld, die allesamt auch im Filmvorspann benannt werden.
- Während der aufsehenerregenden Rennszene waren zahlreiche Hollywood-Größen als Statisten in der Menge und absolvierten Cameo-Auftritte. Darunter waren etwa Reginald Barker, John Barrymore, Lionel Barrymore, Clarence Brown, Joan Crawford, Marion Davies, Douglas Fairbanks senior, George Fitzmaurice, Sidney Franklin, John Gilbert, Dorothy Gish, Lillian Gish, Samuel Goldwyn, Sid Grauman, Rupert Julian, Henry King, Harold Lloyd, Colleen Moore und Mary Pickford.
- Die Dreharbeiten fanden in der Nähe von Rom statt und waren nach Aussagen der Beteiligten zunächst katastrophal.[3] Der bereits durch die Regie des Monumentalepos The Four Horsemen of the Apocalypse aufgefallene Rex Ingram wurde von der MGM zunächst mit der Regie betraut. Nachdem er sich mit den Produzenten überworfen hatte, übernahm Charles Brabin seine Aufgabe, bevor der Film schließlich unter der Regie von Fred Niblo beendet wurde. Auch George Walsh wurde noch in der Hauptrolle des Ben Hur von Navarro ersetzt, als die Dreharbeiten bereits lange begonnen hatten.
- Bei den Dreharbeiten zum Rennen kamen zahlreiche der eingesetzten Pferde zu Tode.[4]
- Bei Erscheinen der Filmfassung von 1959 hielt Metro-Goldwyn-Mayer, die auch die Neuverfilmung produzierten, Niblos Stummfilm von 1925 immer noch für konkurrenzfähig. Daher wurde versucht, alle verfügbaren Kopien des alten Streifens aufzufinden und zu zerstören.[5]

## Auszeichnungen
1997 wurde der Film in das National Film Registry aufgenommen.

## Kritiken
Das Lexikon des internationalen Films ortet in dem Film fälschlicherweise „einige der ersten Farbsequenzen der Filmgeschichte“:

„Die vom ZDF rekonstruierte und musikalisch neu bearbeitete Originalfassung – mit einigen der ersten Farb-Sequenzen der Filmgeschichte – hält auch heute noch dem Vergleich mit dem 1959 entstandenen Remake stand.“

## Weitere Filmversionen
Bereits 1907 entstand eine zwölfminütige Verfilmung des Stoffes unter der Regie von Sidney Olcott. Neu verfilmt wurde der Stoff 1959 unter der Regie von William Wyler (der in der Verfilmung von 1925 als Regieassistent mitwirkte) mit Charlton Heston in der Hauptrolle. Außerdem gibt es eine Zeichentrickversion aus dem Jahr 2003 (Regie: Bill Kowalchuk) und eine Fernsehverfilmung von 2010 (Regie: Steve Shill), sowie eine mäßig erfolgreiche Kino-Verfilmung durch Timur Bekmambetow aus dem Jahr 2016 mit Jack Huston in der Hauptrolle.

## DVD-Veröffentlichung
- Ben Hur. Special Edition (4-DVD-Set). Warner Home Video 2005 (enthält sowohl den Stummfilm von 1925, als auch die Version von 1959)